# 断箭 (游戏)
《断箭》（英語：Broken Arrow）是一款由Steel Balalaika开发、Slitherine软件发行的大型现代战争实时战术游戏。游戏于2025年6月在Steam平台面向Microsoft Windows独家发售。本作在发售初期提供美国和俄罗斯两大阵营及19张地图，并以其独特的军队构建系统和深度的单位自定义功能为主要特色。该游戏最初于2019年在俄罗斯众筹平台Boomstarter上公布，经历了多次延期和测试后，于发售前一个月宣布开启先锋版预购。

## 游戏玩法
游戏的核心机制围绕着战斗群构建、单位部署、资源管理和战术对抗展开。

### 卡组构建
玩家通过构建“战斗群”（即卡组）来组建自己的军队。游戏中最初会有两套默认卡组（军队/战斗群）以供玩家使用，玩家可以根据每个阵营各自拥有的独特专精来构建新的卡组。游戏提供了超过300种单位，玩家可以为载具、飞机等更换武器、装甲或支援设备，从而衍生出超过1500种组合，以适应不同的战术需求。

### 游戏模式
除了以波罗的海地区为地图的单人战役，游戏还提供多种模式：在遭遇战模式中玩家组队与AI对战，真人玩家之间的5v5对战，以及通过脚本编辑器自定义的对战。

### 资源系统
战场上的资源管理至关重要。在游戏过程中，通过消灭敌方单位、回收现有单位（将单位送回基地）以及保持在线并随时间推移来获得点数/金钱值。每个单位都有其部署和维护成本（即点数）。经过深度自定义的单位虽然性能更强，但点数资源消耗也更高。

### 阵营的专精
游戏中各阵营的专精设计参考了现实中的作战单位。
俄罗斯：俄罗斯空降军(VDV)，摩托化步兵，机械化步兵，俄罗斯海军步兵，近卫坦克旅，俄罗斯特种部队等。
美国：美国海军陆战队，史崔克旅级战斗队，空降部队，美国特种作战部队，装甲旅级战斗队等。

### 单位种类
游戏中的单位从职责上大致可分为六类：
1. 侦察：专门负责侦察并标记敌军位置。
2. 步兵：步兵可以驻守建筑物以获得隐蔽和保护，且配备了多样化的武器。
3. 载具：包括坦克、步兵战车、反坦克导弹车与火力支援车等地面战斗载具[15]。
4. 支援：提供远程支援的火炮与防空系统，以及运载弹药、医疗物资并能修复单位的后勤车辆。
5. 直升机：快速部署与闪电突击的利器，它们有的能使用各种火箭弹、机炮和导弹的。有的能运送步兵，并在战场上运送载具和补给物资。
6. 飞机：用于拦截敌机，或使用炸弹、火箭弹和巡航导弹支援地面部队。运输机还可以空投步兵、载具和物资。

## 关注与销量
在發售之前，《斷箭》公開測試階段就有超過50萬名玩家預註冊，願望清單數突破100萬。游戏发售当天有约3.2万名玩家在线。Gamalytic估计Steel Balalaika从该游戏Steam版本发售一周内获取总收入为1150万美元，销量为25.92万份。从Steam平台的玩家分布来看，中国玩家占比最高，达到27.4%，美国占比15.2%，俄罗斯11%位居第三。

## 评价
《Broken Arrow》在Metacritic上获得79分，OpenCritic上平均76分，初期评价普遍良好。评论普遍称赞其现代军事题材的RTS机制、丰富的战术选择以及对冲突世界、战争游戏：红龙等游戏的继承。
然而，游戏发布近一个月后，口碑急剧下滑。Steam好评率从早期测试的72%降至65%，变为“褒贬不一”。主要问题集中在：作弊横行，玩家普遍抱怨反作弊系统无效；部分中国玩家因作弊被封禁后，大量负面评论涌入指责开发者处理不公；游戏稳定性不足，且长期存在战役模式缺少存档功能、用户界面不直观等技术问题。开发商Steel Balalaika表示已意识到作弊问题，并将进行反作弊系统优化，也解封了一些误封禁的玩家。
另有评价认为，《断箭》对军事细节的极致追求既是其优点也是缺点。尽管严格的预算和增援机制极大地增强了游戏的沉浸感和真实感，但同时也牺牲了部分战术灵活性，让玩家有时感觉更像是在管理单位的微观细节，而非制定相对宏观的战略和战术决策。